# Kimigayo
Kimigayo (君が代 (君箇代) (Quân cá Đại) Nghĩa: Thời đại của Quân chủ) là quốc ca chính thức của Nhật Bản. Lời của bản quốc ca này dựa trên một bài thơ trong Cổ kim Hòa ca tập được viết vào thời kỳ Heian (khoảng thế kỷ 10). Đây là bài quốc ca có lời ngắn nhất thế giới.

## Lịch sử
Tác giả bản nhạc là Hayashi Hiromori, trưởng ban nhạc trong Cung nội sảnh, viết năm 1880. Sau đó phần ký âm theo nhạc lý Tây phương được Franz Eckert, một giáo viên âm nhạc người Đức soạn ra.
Năm 1893 (Minh Trị năm 26), Kimigayo được bộ Giáo dục Nhật Bản chọn là bản nhạc học sinh phải hát ở trường, nhất là trong những ngày lễ. Theo đó bản nhạc phổ biến dần và ngẫu nhiên trở thành quốc ca của Nhật. Dù vậy mãi đến 22 Tháng 7 năm 1999 bản nhạc này mới được chính thức công nhận.
Nội dung của bài hát nhằm tôn vinh Thiên hoàng và cầu chúc cho triều đại của các Thiên hoàng bền vững mãi mãi. Cũng vì nội dung đề cao chế độ quân chủ, Kimigayo bị đảng Cộng sản Nhật Bản cực lực đả kích.

## Lời bài hát
| Tiếng Nhật                                         | Romaji                                                                              | Dịch nghĩa |
| -------------------------------------------------- | ----------------------------------------------------------------------------------- | --- |
| 君が代は 千代に八千代に 細石の 巌と成て 苔の生す迄 | Kimi ga yo wa Chi-yo ni yachi-yo ni Sazare ishi no Iwao to narite Koke no musu made | Thời đại của Quân chủ Đến ngàn đời, đến tám ngàn đời Những viên sỏi nhỏ Kết thành những tảng đá Tới khi rêu phong sinh trưởng. |